# Amphoe Chiang Yuen
Amphoe Chiang Yuen (Thai อำเภอ เชียงยืน) ist ein Landkreis (Amphoe – Verwaltungs-Distrikt) im Norden der Provinz Maha Sarakham. Die Provinz Maha Sarakham liegt im Zentrum der Nordostregion von Thailand, dem so genannten Isan.

## Geographie
Amphoe Chiang Yuen grenzt an die folgenden Distrikte (von Norden im Uhrzeigersinn): an Amphoe Chuen Chom in der Provinz Maha Sarakham, an Amphoe Yang Talat der Provinz Kalasin, an die Amphoe Kantharawichai und Kosum Phisai wiederum in Maha Sarakham, sowie an die Amphoe Mueang Khon Kaen und Sam Sung der Provinz Khon Kaen.

## Geschichte
Amphoe Chiang Yuen wurde am 16. August 1958 zunächst als „Zweigkreis“ (King Amphoe) eingerichtet, indem die vier Tambon Chiang Yuen, Chuen Chom, Ku Thong und Nong Son vom Amphoe Kantharawichai abgetrennt wurden.
Am 11. Dezember 1959 wurde er zum Amphoe heraufgestuft.

## Verwaltung

### Provinzverwaltung
Der Landkreis Chiang Yuen ist in acht Tambon („Unterbezirke“ oder „Gemeinden“) eingeteilt, die sich weiter in 66 Muban („Dörfer“) unterteilen.
| Nr.  | Name        | Thai      | Muban | Einw.  |
| ---- | ----------- | --------- | ----- | ------ |
| 01.  | Chiang Yuen | เชียงยืน    | 19    | 13.639 |
| 03.  | Nong Son    | หนองซอน   | 16    | 06.852 |
| 05.  | Don Ngoen   | ดอนเงิน    | 15    | 07.131 |
| 06.  | Ku Thong    | กู่ทอง      | 19    | 10.203 |
| 07.  | Na Thong    | นาทอง     | 11    | 05.612 |
| 08.  | Suea Thao   | เสือเฒ่า    | 16    | 08.364 |
| 011. | Phon Thong  | โพนทอง    | 12    | 06.034 |
| 012. | Lao Bua Ban | เหล่าบัวบาน | 08    | 03.693 |

Hinweis: Die fehlenden Nummern (Geocodes) beziehen sich auf Tambon, die heute zu Chuen Chom gehören.

### Lokalverwaltung
Es gibt zwei Kommunen mit „Kleinstadt“-Status (Thesaban Tambon) im Landkreis:
- Chiang Yuen (Thai: เทศบาลตำบลเชียงยืน), bestehend aus Teilen des Tambon Chiang Yuen,
- Phon Thong (Thai: เทศบาลตำบลโพนทอง), bestehend aus dem gesamten Tambon Phon Thong.

Außerdem gibt es sieben „Tambon-Verwaltungsorganisationen“ (องค์การบริหารส่วนตำบล – Tambon Administrative Organizations, TAO):
- Chiang Yuen (Thai: องค์การบริหารส่วนตำบลเชียงยืน)
- Nong Son (Thai: องค์การบริหารส่วนตำบลหนองซอน)
- Don Ngoen (Thai: องค์การบริหารส่วนตำบลดอนเงิน)
- Ku Thong (Thai: องค์การบริหารส่วนตำบลกู่ทอง)
- Na Thong (Thai: องค์การบริหารส่วนตำบลนาทอง)
- Suea Thao (Thai: องค์การบริหารส่วนตำบลเสือเฒ่า)
- Lao Bua Ban (Thai: องค์การบริหารส่วนตำบลเหล่าบัวบาน)